# Хунта-де-Траслалома
Хунта-де-Траслалома (ісп. Junta de Traslaloma) — муніципалітет в Іспанії, у складі автономної спільноти Кастилія-і-Леон, у провінції Бургос. Населення — 158 осіб (2010).
Муніципалітет розташований на відстані близько 290 км на північ від Мадрида, 80 км на північ від Бургоса.
На території муніципалітету розташовані такі населені пункти: (дані про населення за 2010 рік)
- Кастробарто: 37 осіб
- Коліна: 16 осіб
- Кубільйос-де-Лоса: 25 осіб
- Лас-Ерас: 12 осіб
- Ластрас-де-лас-Ерас: 15 осіб
- Таблієга: 14 осіб
- Вільялакре: 15 осіб
- Вільятарас: 16 осіб
- Вільявентін: 8 осіб

## Демографія
Динаміка населення (INE ):